# Deparia parvisora
Deparia parvisora är en majbräkenväxtart som först beskrevs av Carl Frederik Albert Christensen, och fick sitt nu gällande namn av Masahiro Kato. Deparia parvisora ingår i släktet Deparia och familjen Athyriaceae. Inga underarter finns listade.